# Seznam naselij v Illinoisu
Seznam naselij v Illinoisu zajema vsa ne-mestna naselja; za ta glejte Seznam mest v Illinoisu.

## Večja naselja
- Annawan
- Atkinson
- Belle Prairie City
- Bentley
- Chatsworth
- Cicero
- Cortland
- Mason
- Naples
- New Canton
- Nilwood
- Normal
- Otterville
- Shipman
- Sigel

## A
- Addieville
- Addison
- Adeline
- Albany
- Albers
- Alexis
- Algonquin
- Alhambra
- Allendale
- Allenville
- Allerton
- Alma
- Alorton
- Alpha
- Alsey
- Alsip
- Altona
- Alto Pass
- Alvin
- Anchor
- Andalusia
- Andover
- Antioch
- Apple River
- Arenzville
- Argenta
- Arlington
- Arlington Heights
- Armington
- Aroma Park
- Arrowsmith
- Arthur
- Ashkum
- Ashland
- Ashmore
- Ashton
- Astoria
- Atwood
- Augusta
- Aviston
- Avon

## B
- Baldwin
- Banner
- Bannockburn
- Bardolph
- Barrington
- Barrington Hills
- Bartelso
- Bartlett
- Bartonville
- Basco
- Batchtown
- Bath
- Baylis
- Bay View Gardens
- Beach Park
- Beaverville
- Beckemeyer
- Bedford Park
- Beecher
- Beecher City
- Belgium
- Belknap
- Belle Rive
- Bellevue
- Bellflower
- Bellmont
- Bellwood
- Bement
- Bensenville
- Benson
- Berkeley
- Berlin
- Bethalto
- Bethany
- Biggsville
- Big Rock
- Bingham
- Birds
- Bishop Hill
- Bismarck
- Blandinsville
- Bloomingdale
- Blue Mound
- Bluffs
- Bluford
- Bolingbrook
- Bondville
- Bone Gap
- Bonfield
- Bonnie
- Bourbonnais
- Bowen
- Braceville
- Bradford
- Bradley
- Bridgeview
- Brighton
- Brimfield
- Broadlands
- Broadview
- Broadwell
- Brocton
- Brookfield
- Brooklyn
- Broughton
- Browning
- Browns
- Brownstown
- Brussels
- Bryant
- Buckingham
- Buckley
- Buckner
- Buda
- Buffalo
- Buffalo Grove
- Bull Valley
- Bulpitt
- Buncombe
- Bureau Junction
- Burlington
- Burnham
- Burnt Prairie
- Burr Ridge
- Bush
- Butler

## C
- Cabery
- Cahokia
- Caledonia
- Calhoun
- Calumet Park
- Camargo
- Cambria
- Cambridge
- Camden
- Campbell Hill
- Camp Point
- Campus
- Cantrall
- Capron
- Carbon Cliff
- Carbon Hill
- Carlock
- Carol Stream
- Carpentersville
- Carrier Mills
- Cary
- Caseyville
- Catlin
- Cave-In-Rock
- Cedar Point
- Cedarville
- Central City
- Cerro Gordo
- Chadwick
- Chandlerville
- Channahon
- Chapin
- Chatham
- Chebanse
- Cherry
- Cherry Valley
- Chesterfield
- Chicago Ridge
- Cisco
- Cisne
- Cissna Park
- Claremont
- Clarendon Hills
- Clay City
- Clayton
- Clear Lake
- Cleveland
- Clifton
- Coal City
- Coalton
- Coal Valley
- Coatsburg
- Cobden
- Coleta
- Colfax
- Colp
- Columbus
- Compton
- Concord
- Congerville
- Cooksville
- Cordova
- Cornell
- Coulterville
- Cowden
- Crainville
- Crescent City
- Creston
- Crestwood
- Crete
- Creve Coeur
- Crossville
- Cullom
- Cutler
- Cypress

## D
- Dahlgren
- Dakota
- Dalton City
- Dalzell
- Damiansville
- Dana
- Danforth
- Danvers
- Davis
- Davis Junction
- Dawson
- Deer Creek
- Deerfield
- Deer Grove
- Deer Park
- De Land
- De Pue
- De Soto
- Detroit
- DeWitt
- Diamond
- Dieterich
- Divernon
- Dix
- Dixmoor
- Dolton
- Dongola
- Donnellson
- Donovan
- Dorchester
- Dover
- Dowell
- Downers Grove
- Downs
- Du Bois
- Dunfermline
- Dunlap
- Dupo
- Durand
- Dwight

## E
- Eagarville
- East Alton
- East Brooklyn
- East Cape Girardeau
- East Carondelet
- East Dundee
- East Galesburg
- East Gillespie
- East Hazel Crest
- Easton
- Eddyville
- Edgewood
- Edinburg
- Elburn
- El Dara
- Eldred
- Elizabeth
- Elizabethtown
- Elk Grove Village
- Elkhart
- Elkville
- Elliott
- Ellis Grove
- Ellisville
- Ellsworth
- Elmwood Park
- Elsah
- Elvaston
- Elwood
- Emden
- Emington
- Energy
- Enfield
- Equality
- Erie
- Essex
- Evansville
- Evergreen Park
- Ewing
- Exeter

## F
- Fairmont City
- Fairmount
- Fairview
- Farina
- Farmersville
- Fayetteville
- Ferris
- Fidelity
- Fieldon
- Fillmore
- Findlay
- Fisher
- Fithian
- Flanagan
- Flat Rock
- Florence
- Flossmoor
- Foosland
- Ford Heights
- Forest City
- Forest Park
- Forest View
- Forrest
- Forreston
- Forsyth
- Fox Lake
- Fox River Grove
- Fox River Valley Gardens
- Frankfort
- Franklin
- Franklin Grove
- Franklin Park
- Freeburg
- Freeman Spur
- Fults

## G
- Galatia
- Gardner
- Garrett
- Gays
- Germantown
- Germantown Hills
- German Valley
- Gifford
- Gilberts
- Gladstone
- Glasford
- Glasgow
- Glen Carbon
- Glencoe
- Glendale Heights
- Glen Ellyn
- Glenview
- Glenwood
- Godfrey
- Godley
- Golden
- Golden Gate
- Golf
- Goodfield
- Good Hope
- Goreville
- Gorham
- Grand Ridge
- Grandview
- Grantfork
- Grant Park
- Granville
- Grayslake
- Green Oaks
- Greenup
- Green Valley
- Greenview
- Greenwood
- Gridley
- Gulf Port
- Gurnee

## H
- Hainesville
- Hamburg
- Hamel
- Hammond
- Hampshire
- Hampton
- Hanaford
- Hanna City
- Hanover
- Hanover Park
- Hardin
- Harmon
- Harristown
- Hartford
- Hartsburg
- Harvel
- Harwood Heights
- Hawthorn Woods
- Hazel Crest
- Hebron
- Hecker
- Henderson
- Hennepin
- Henning
- Herrick
- Herscher
- Hettick
- Heyworth
- Hidalgo
- Hillcrest
- Hillsdale
- Hillside
- Hillview
- Hinckley
- Hindsboro
- Hinsdale
- Hodgkins
- Hoffman
- Hoffman Estates
- Holiday Hills
- Hollowayville
- Homer
- Homer Glen
- Homewood
- Hooppole
- Hopedale
- Hopewell
- Hopkins Park
- Hoyleton
- Hudson
- Huey
- Hull
- Humboldt
- Hume
- Huntley
- Hutsonville

## I
- Illiopolis
- Ina
- Indian Creek
- Indian Head Park
- Indianola
- Industry
- Inverness
- Iola
- Ipava
- Iroquois
- Irving
- Irvington
- Irwin
- Island Lake
- Itasca
- Iuka
- Ivesdale

## J
- Jeffersonville
- Jeisyville
- Jerome
- Jewett
- Johnsburg
- Johnsonville
- Joppa
- Joy
- Junction
- Junction City
- Justice

## K
- Kampsville
- Kane
- Kangley
- Kansas
- Kappa
- Karnak
- Kaskaskia
- Keenes
- Keensburg
- Kell
- Kempton
- Kenilworth
- Kenney
- Keyesport
- Kilbourne
- Kildeer
- Kincaid
- Kinderhook
- Kingston
- Kingston Mines
- Kinsman
- Kirkland
- Kirkwood

## L
- Ladd
- La Fayette
- La Grange
- La Grange Park
- Lake Barrington
- Lake Bluff
- Lake in the Hills
- Lake Ka-ho
- Lakemoor
- Lake Villa
- Lakewood
- Lake Zurich
- La Moille
- Lansing
- La Prairie
- La Rose
- Latham
- Leaf River
- Lee
- Leland
- Lemont
- Lena
- Lenzburg
- Leonore
- Lerna
- Liberty
- Libertyville
- Lily Lake
- Lima
- Lincolnshire
- Lincolnwood
- Lindenhurst
- Lisbon
- Lisle
- Littleton
- Little York
- Liverpool
- Livingston
- Loami
- Loda
- Lomax
- Lombard
- London Mills
- Long Creek
- Long Grove
- Long Point
- Longview
- Loraine
- Lostant
- Louisville
- Lovington
- Ludlow
- Lyndon
- Lynnville
- Lynwood
- Lyons

## M
- McCook
- McCullom Lake
- Macedonia
- Machesney Park
- Mackinaw
- McLean
- McNabb
- Maeystown
- Magnolia
- Mahomet
- Makanda
- Malden
- Malta
- Manchester
- Manhattan
- Manito
- Manlius
- Mansfield
- Manteno
- Maple Park
- Mapleton
- Maquon
- Marietta
- Marine
- Marissa
- Mark
- Martinton
- Maryville
- Matherville
- Matteson
- Maunie
- Maywood
- Mazon
- Mechanicsburg
- Media
- Medora
- Melrose Park
- Melvin
- Mendon
- Menominee
- Meredosia
- Merrionette Park
- Metamora
- Metcalf
- Mettawa
- Middletown
- Midlothian
- Milan
- Milford
- Mill Creek
- Milledgeville
- Millington
- Mill Shoals
- Millstadt
- Milton
- Mineral
- Minier
- Minooka
- Modesto
- Mokena
- Monee
- Montgomery
- Montrose
- Morrisonville
- Morton
- Morton Grove
- Mound Station
- Mount Auburn
- Mount Clare
- Mount Erie
- Mount Morris
- Mount Prospect
- Mount Zion
- Moweaqua
- Muddy
- Mulberry Grove
- Muncie
- Mundelein
- Murrayville

## N
- Naplate
- Nebo
- Nelson
- Neponset
- Newark
- New Athens
- New Baden
- New Bedford
- New Berlin
- New Burnside
- New Douglas
- New Grand Chain
- New Haven
- New Holland
- New Lenox
- New Millford
- New Minden
- New Salem
- Niantic
- Niles
- Noble
- Nora
- Norridge
- Norris
- Norris City
- North Aurora
- North Barrington
- Northbrook
- North City
- Northfield
- North Henderson
- North Pekin
- North Riverside
- North Utica
- Norwood

## O
- Oak Brook
- Oakdale
- Oakford
- Oak Grove
- Oak Lawn
- Oak Park
- Oakwood
- Oakwood Hills
- Oblong
- Oconee
- Odell
- Odin
- Ogden
- Ohio
- Ohlman
- Okawville
- Old Mill Creek
- Old Ripley
- Old Shawneetown
- Olmsted
- Olympia Fields
- Omaha
- Onarga
- Oquawka
- Orangeville
- Oreana
- Orion
- Orland Hills
- Orland Park
- Oswego
- Owaneco

## P
- Palatine
- Palestine
- Palmer
- Palmyra
- Palos Park
- Panama
- Panola
- Papineau
- Parkersburg
- Park Forest
- Patoka
- Pawnee
- Paw Paw
- Payson
- Pearl
- Pearl City
- Pecatonica
- Peoria Heights
- Peotone
- Percy
- Perry
- Pesotum
- Phillipstown
- Philo
- Phoenix
- Pierron
- Pingree Grove
- Piper City
- Pittsburg
- Plainfield
- Plainville
- Pleasant Hill
- Pleasant Plains
- Plymouth
- Pocahontas
- Pontoon Beach
- Pontoosuc
- Poplar Grove
- Port Byron
- Posen
- Potomac
- Prairie City
- Prairie du Rocher
- Prairie Grove
- Princeville
- Pulaski

## R
- Radom
- Raleigh
- Ramsey
- Rankin
- Ransom
- Rantoul
- Rapids City
- Raritan
- Raymond
- Reddick
- Redmon
- Reynolds
- Richmond
- Richton Park
- Richview
- Ridge Farm
- Ridgway
- Ridott
- Ringwood
- Rio
- Ripley
- Riverdale
- River Forest
- River Grove
- Riverside
- Riverton
- Riverwoods
- Roanoke
- Robbins
- Roberts
- Rochester
- Rockbridge
- Rock City
- Rockdale
- Rockton
- Rockwood
- Romeoville
- Roscoe
- Rose Hill
- Roselle
- Rosemont
- Roseville
- Rossville
- Round Lake
- Round Lake Beach
- Round Lake Heights
- Round Lake Park
- Roxana
- Royal
- Royal Lakes
- Royalton
- Ruma
- Russellville
- Rutland

## S
- Sadorus
- Sailor Springs
- St. Anne
- St. Augustine
- St. David
- Ste. Marie
- St. Jacob
- St. Johns
- St. Joseph
- St. Libory
- St. Peter
- Sandoval
- San Jose
- Sauget
- Sauk Village
- Saunemin
- Savoy
- Sawyerville
- Saybrook
- Scales Mound
- Schaumburg
- Schiller Park
- Schram City
- Sciota
- Scottville
- Seaton
- Seatonville
- Secor
- Seneca
- Shabbona
- Shannon
- Sheffield
- Sheldon
- Sheridan
- Sherman
- Sherrard
- Shiloh
- Shorewood
- Shumway
- Sibley
- Sidell
- Sidney
- Simpson
- Sims
- Skokie
- Sleepy Hollow
- Smithboro
- Smithfield
- Smithton
- Somonauk
- Sorento
- South Barrington
- South Chicago Heights
- South Elgin
- Southern View
- South Holland
- South Jacksonville
- South Pekin
- South Roxana
- South Wilmington
- Sparland
- Spaulding
- Spillertown
- Spring Bay
- Springerton
- Spring Grove
- Standard
- Standard City
- Stanford
- Steeleville
- Steger
- Steward
- Stewardson
- Stickney
- Stillman Valley
- Stockton
- Stonefort
- Stone Park
- Stonington
- Stoy
- Strasburg
- Strawn
- Streamwood
- Stronghurst
- Sublette
- Sugar Grove
- Summerfield
- Summit
- Sun River Terrace
- Swansea
- Symerton

## T
- Table Grove
- Tallula
- Tamaroa
- Tamms
- Tampico
- Taylor Springs
- Tennessee
- Teutopolis
- Thawville
- Thayer
- Thebes
- Third Lake
- Thomasboro
- Thompsonville
- Thomson
- Thornton
- Tilden
- Tilton
- Timberlane
- Time
- Tinley Park
- Tiskilwa
- Toledo
- Tolono
- Tonica
- Topeka
- Tovey
- Towanda
- Tower Hill
- Tower Lakes
- Tremont
- Trout Valley
- Troy Grove

## U
- Ullin
- Union
- Union Hill
- University Park
- Ursa

## V
- Valier
- Valley City
- Valmeyer
- Varna
- Venedy
- Vergennes
- Vermilion
- Vermont
- Vernon
- Vernon Hills
- Verona
- Versailles
- Victoria
- Villa Park
- Viola
- Virgil
- Volo

## W
- Wadsworth
- Waggoner
- Walnut
- Walnut Hill
- Walshville
- Waltonville
- Wapella
- Warren
- Warrensburg
- Washburn
- Washington
- Washington Park
- Wataga
- Waterman
- Watson
- Wauconda
- Wayne
- Wayne City
- Waynesville
- Weldon
- Wellington
- Wenonah
- West Brooklyn
- Westchester
- West City
- West Dundee
- Western Springs
- Westfield
- Westmont
- West Point
- West Salem
- Westville
- Wheeler
- Wheeling
- Whiteash
- White City
- Williamsfield
- Williamson
- Williamsville
- Willisville
- Willowbrook
- Willow Hill
- Willow Springs
- Wilmette
- Wilmington
- Wilsonville
- Windsor
- Winfield
- Winnebago
- Winnetka
- Winslow
- Winthrop Harbor
- Wonder Lake
- Woodhull
- Woodland
- Woodlawn
- Woodridge
- Woodson
- Worden
- Worth
- Wyanet

## X
- Xenia

## Y
- Yale
- Yates City